# 2001年度兒歌金曲頒獎典禮得獎名單
2001年度兒歌金曲頒獎典禮於2001年8月26日舉行。
主題：森林
司儀︰沈殿霞、林峯、楊思琦
兒童節大使︰薛家燕、洪天明、陳鍵鋒、唐韋琪、方力申

## 十大兒歌金曲
- 《我是最強》 - 至NET小人類主持
- 《小小夢想》 - 楊千嬅
- 《好多嘢不知道》 - 張衛健
- 《Bi Li Ba La 為食王》 - 唐韋琪
- 《超級小黑咪》 - 陳慧琳 （《超級小黑咪》片頭曲[1]）
- 《媽咪Bolo手記》 - 薛家燕
- 《穿梭詩人天地》 - 李紫昕
- 《跟你啄一啄》 - 李彩樺  （《福星大咀鳥》片頭曲）
- 《超人佳亞》 - 陳冠希 （《超人佳亞》片頭曲）
- 《單車》 - 陳奕迅

## 至NET兒歌大獎
- 《動作派》香港足球代表隊主題曲 - 陳奕迅、容祖兒

## 金曲金獎
- 《超級小黑咪》 - 陳慧琳